# Fernando Colunga
Fernando Colunga Olivares (Mexico, D.F., Mexique; 3 mars 1966), est un acteur mexicain.

## Filmographie

### Films
- 2015 : Ladrones : Alejandro Toledo
- Los hijos del Sol
- El mar
- Fuenteovejuna
- La guerrera vengadora
- Bésame en la boca
- 2007 : Ladrón que roba a ladrón

### Telenovelas
- 1988-1989 : Dulce desafío
- 1990 : Cenizas y diamantes
- 1991 : Alcanzar una estrella II
- 1991 : Madres egoístas : Jorge
- 1992-1993 : María Mercedes : Chicho
- 1993-1994 : Más allá del puente : Valerio Rojas
- 1994 : Marimar : Adrián Rosales
- 1995 : Alondra : Raúl Gutiérrez
- 1995 : María la del barrio (Televisa) : Luis Fernando De La Vega
- 1997 : Esmeralda : José Armando Peñarreal de Velasco
- 1998 : La usurpadora : Carlos Daniel Bracho
- 1999 : Nunca te olvidaré : Luis Gustavo Uribe
- 1999-2000 : Cuento de Navidad : Jaime
- 2000 : Abrazame muy fuerte : Dr. Carlos Manuel Rivero
- 2001-2002 : Navidad sin fin : Pedro
- 2003 : Amor Real (Televisa) - Manuel Fuentes Guerra
- 2005 - 2006 : Alborada (Televisa) : Luis Manrique y Arellano
- 2007 - 2008 : Pasión (Televisa) : Ricardo de Salamanca y Almonte
- 2008 - 2009 : Mañana es para siempre (Televisa) : Eduardo Cruz[1]
- 2010 : Soy tu dueña : José Miguel Montesinos
- 2012-2013 : Porque el amor manda : Jesús García
- 2015-2016 : Pasión y poder  : Eladio Gómez Luna Altamirano